# Кім Йон Се
Кім Йон Се (кор. 김용세, нар. 21 квітня 1960) — південнокорейський футболіст, що грав на позиції нападника за клуб «Юкон Коккірі» та національну збірну Південної Кореї.

## Клубна кар'єра
У професійному футболі дебютував 1984 року виступами за команду «Юкон Коккірі», кольори якої і захищав протягом усієї своєї кар'єри гравця, що тривала шість років. 

## Виступи за збірну
1984 року дебютував в офіційних матчах у складі національної збірної Південної Кореї.
У складі збірної був учасником чемпіонату світу 1986 року у Мексиці, де виходив на поле в одній грі групового етапу.
Загалом протягом кар'єри у національній команді, яка тривала 6 років, провів у її формі 18 матчів, забивши 5 голів.
| Дата       | Місто    | Господарі      | Результат             | Гості          | Турнір                     | Голи | Примітки |
| ---------- | -------- | -------------- | --------------------- | -------------- | -------------------------- | ---- | -------- |
| 4-10-1984  | Сеул     | Південна Корея | 5 – 0                 | Камерун        | товариський матч           | -    | 45'      |
| 10-10-1984 | Колката  | Південна Корея | 6 – 0                 | Північний Ємен | Відбір до Кубка Азії 1984  | -    | 45'      |
| 19-10-1984 | Колката  | Індія          | 0 – 1                 | Південна Корея | Відбір до Кубка Азії 1984  | -    | 45'      |
| 9-2-1986   | Гонконг  | Гонконг        | 1 – 3                 | Південна Корея | Турнір у Гонконзі          | 1    |          |
| 16-2-1986  | Гонконг  | Південна Корея | 1 – 3                 | Парагвай       | Турнір у Гонконзі          | -    |          |
| 2-6-1986   | Мехіко   | Аргентина      | 3 – 1                 | Південна Корея | ЧС 1986 - 1-й етап         | -    | 46'      |
| 20-9-1986  | Пусан    | Південна Корея | 3 – 0                 | Індія          | Азійські ігри 1986         | -    | 34'      |
| 24-9-1986  | Пусан    | Південна Корея | 0 – 0                 | Бахрейн        | Азійські ігри 1986         | -    |          |
| 10-6-1987  | Масан    | Південна Корея | 0 – 0                 | Єгипет         | Кубок Президента 1987      | -    |          |
| 12-6-1987  | Пусан    | Південна Корея | 1 – 0                 | США            | Кубок Президента 1987      | -    | 45'      |
| 14-6-1987  | Теджон   | Південна Корея | 4 – 2                 | Таїланд        | Кубок Президента 1987      | -    | 44'      |
| 21-6-1987  | Сеул     | Південна Корея | 1 – 1 д.ч. (5-4 п.п.) | Австралія      | Кубок Президента 1987      | -    | 46'      |
| 19-6-1988  | Сувон    | Південна Корея | 4 – 0                 | Замбія         | Кубок Президента 1988      | -    | 45'      |
| 5-5-1989   | Сеул     | Південна Корея | 1 – 0                 | Японія         | Щорічний матч Корея-Японія | -    | 60'      |
| 25-5-1989  | Сеул     | Південна Корея | 9 – 0                 | Непал          | Відбір до ЧС 1990          | 2    |          |
| 27-5-1989  | Сеул     | Південна Корея | 3 – 0                 | Малайзія       | Відбір до ЧС 1990          | -    | 67'      |
| 3-6-1989   | Сінгапур | Непал          | 0 – 4                 | Південна Корея | Відбір до ЧС 1990          | 1    |          |
| 7-6-1989   | Сінгапур | Сінгапур       | 0 – 3                 | Південна Корея | Відбір до ЧС 1990          | 1    | 80'      |
| Усього     |          | Матчів         | 18                    |                | Голів                      | 5    |          |

## Титули і досягнення
- Переможець Юнацького (U-19) кубка Азії: 1978
- Переможець Азійських ігор: 1986